# Messico ai Giochi della XX Olimpiade
Il Messico partecipò ai Giochi della XX Olimpiade che si sono svolti a Monaco di Baviera dal 26 agosto all'11 settembre 1972, con una delegazione di 174 atleti impegnati in 20 discipline per un totale di 112 competizioni. Si tratta della seconda delegazione più numerosa nella storia del Messico alle Olimpiadi, inferiore solo a quella che quattro anni prima aveva preso parte ai Giochi di Città del Messico. Portabandiera fu il nuotatore Felipe Muñoz, campione olimpico uscente nei 200 dorso.
Il bottino della squadra, alla sua dodicesima partecipazione ai Giochi estivi, fu di una medaglia d'argento conquistata da Alfonso Zamora nel pugilato.

## Medaglie
| Medaglia | Nome           | Sport    | Evento     |
| -------- | -------------- | -------- | ---------- |
| Argento  | Alfonso Zamora | Pugilato | Pesi gallo |

## Risultati

### Pallanuoto
| Atleta | Classifica |                    |
| --- | --- | ------------------ |
| V · D · M Nazionale maschile messicana di pallanuoto · Giochi olimpici - Monaco di Baviera 1972 Gómez • F. García • Aguilar • Alanís • Valencia • J. García • Fernández • Sauza • Chapa • V. García • Azpeitia · CT : - | 13° |                    |
| Nazionale maschile messicana di pallanuoto · Giochi olimpici - Monaco di Baviera 1972 | |                    |
| Gómez • F. García • Aguilar • Alanís • Valencia • J. García • Fernández • Sauza • Chapa • V. García • Azpeitia · CT: -                                                                                                  | Gómez • F. García • Aguilar • Alanís • Valencia • J. García • Fernández • Sauza • Chapa • V. García • Azpeitia · CT: - | Messico (bandiera) |